# 学校法人石川高等学校・石川義塾中学校
学校法人石川高等学校・石川義塾中学校（がっこうほうじん いしかわこうとうがっこう・いしかわぎじゅくちゅうがっこう）は、福島県石川郡石川町大室にある、中高一貫教育を提供する私立中学校・高等学校（併設型中高一貫校）。

## 概要
1892年（明治25年）に石川義塾として創立、福島県内最古の私立学校である。2008年度より法人名を学校法人石川義塾に変更・石川義塾中学校を新設し、併設型中高一貫教育を開始した。
高等学校は、法人名変更前から「学校法人」を略した「学法」を冠し「学法石川（がくほういしかわ）」と呼称されている。これは、同じ石川町内にある福島県立石川高等学校と区別するためである。高校コードの一覧表等では「石川（私立）」と表記されている。略称は石高（せきこう）、学法（がくほう）、学石（がくせき）。
学法福島と称される松韻学園福島高等学校との関係は無い。

## 課程
普通科
- 普通課程
- 特別進学課程
- 中高一貫課程

## 沿革
- 1892年6月5日 - 石川義塾創立。
- 1907年 - 石川中学校認可。
- 1945年 - 4月より終戦まで勤労奉仕で3年生がウラン鉱山（通称・石川山）でのウラン採掘に従事させられる[1]。
- 1947年 - 新制中学校併設。
- 1948年 - 財団法人石川高等学校設立。
- 1951年 - 学校法人石川高等学校に組織変更、女子生徒の受入開始。
- 1953年 - 商業科新設。
- 1962年 - 学校法人石川中学校廃校。
- 1984年 - 普通科特別進学課程設置。
- 2000年 - 商業科廃止、普通科普通課程コース制導入、完全学校週5日制導入。
- 2004年 - 学校2学期制導入。
- 2008年 - 石川義塾中学校を開校。

## 部活動
自転車競技部は全国高等学校総合体育大会自転車競技大会（インターハイ）6回（うちトラック2回、ロード8回）、全国高等学校選抜自転車競技大会3回の全国での総合優勝とインターハイと選抜自転車競技大会で12回の準優勝がある。
ハンドボール部は全国高等学校総合体育大会ハンドボール競技大会（インターハイ）、国民体育大会、全国高等学校ハンドボール選抜大会2回の3位入賞をしている。
野球部は春4回と夏9回の甲子園出場、最高位はベスト16。明治神宮野球大会1回出場。
陸上競技部は全国高校駅伝競走大会に男子は14年連続16回、女子は12年連続12回の出場。男子は2013年8位、2014年7位、2015年7位と3年連続で入賞、2018年は2時間2分台を記録し3位の表彰台に入った。2019年も前年の記録を上回る2時間2分台で5位入賞を果たした。7区間すべて日本人だけで2時間2分台を2度記録している。2021年、2022年は連続で8位入賞。2024年は2年ぶりの5位入賞と12年で8度の入賞を果たしている。女子は2020年に8位と初の入賞。
サッカー部は全国高校サッカー（第99回）に1度、ソフトボール部はインターハイに3度出場。柔道部、ソフトテニス部、チアリーディング部、ゴルフ部、空手道部も全国大会出場がある。
中学では野球部、硬式テニス部、ソフトテニス部が全国大会出場の経験がある。

### 高校
★は強化指定部
運動部
- ★野球部
- ★ハンドボール部
- ★自転車競技部
- ★柔道部
- ★陸上競技部
- ★剣道部
- 弓道部
- ★バレーボール部（女子）
- ★ソフトボール部（女子）
- ★卓球部
- ★ソフトテニス部
- ★サッカー部（男子）
- ★ゴルフ部
- ★バスケットボール部
- ★空手部
- ★チアリーディング部

文化部
- ★吹奏楽部
- 美術部
- 華道部
- 理科研究部
- 写真部
- ボランティア部
- ★書道部
- 考古学部
- インターアクト部
- 英会話部
- eスポーツ部

### 中学校
運動部
- 硬式テニス部
- ソフトテニス部
- 軟式野球部
- サッカー部
- 女子バスケットボール部
- 特設陸上部

文化部
- 吹奏楽部
- 美術部
- パソコン部

## 出身者・関係者

### 野球
- 柳沢泰典（硬式野球部元監督・総監督）
- 佐々木順一朗（硬式野球部監督、元仙台育英学園高等学校硬式野球部監督）
- 阿部八郎（元阪急ブレーブス'49・投手）
- 近藤重雄（元ロッテオリオンズ'71-5位・投手）
- 遠藤一彦（横浜大洋ホエールズ'77-3位・投手→野球解説者）
- 長谷川達栄（元日本ハムファイターズ'82-6位・投手）
- 松井達徳（中日ドラゴンズ'89-4位→阪神タイガース・外野手）
- 諸積兼司（千葉ロッテマリーンズ'93-4位・外野手→千葉ロッテマリーンズ一軍コーチ）
- 伊藤博康（読売ジャイアンツ'91-4位→福岡ダイエーホークス・外野手→東日本国際大学附属昌平中学・高等学校 硬式野球部監督）
- 作山和英（福岡ダイエーホークス'91-2位・投手→福岡ソフトバンクホークス・スカウト）
- 川越英隆（オリックス・バファローズ'98-2位・投手→千葉ロッテマリーンズ→千葉ロッテマリーンズコーチ）
- 尾形崇斗（福岡ソフトバンクホークス'17-育成1位・投手）

### 自転車競技
- 坂東晃（シマノレーシング終身名誉監督、日本人初ツール・ド・フランスメカニック、アジア大会優勝、1981年全日本アマチュア自転車競技選手権大会4000m速度競争&ポイントレース優勝）
- 桑沢秋雄（ロサンゼルスオリンピック 自転車競技ポイントレース・団体追い抜き代表選手）
- 鈴木光広（ソウルオリンピック 自転車競技個人ロード代表選手）
- 滝川一夫（ソウルオリンピック 自転車競技団体追い抜き代表選手）

### 競輪
- 添田広福（佐藤慎太郎、山崎芳仁らの師匠）
- 我妻広一（ソウルオリンピック 自転車競技団体追い抜き代表選手）
- 長谷部純也（1988年競輪祭 新人王）
- 金古将人（2000年読売新聞社杯全日本選抜競輪優勝）
- 榊枝輝文（2004年全日本自転車競技選手権大会 スプリント優勝）
- 佐藤慎太郎（2003年読売新聞社杯全日本選抜競輪優勝、2019年KEIRINグランプリ優勝）
- 山崎芳仁（2006年高松宮記念杯競輪など競輪GIを9度優勝）
- 内田慶（中退 作新学院高等学校に転校）
- 桐生卓也（競艇の桐生順平の兄）
- 金澤竜二（日本競輪学校ゴールデンキャップ獲得者）
- 窪木一茂（2010年全日本自転車競技選手権大会ポイントレース&個人追い抜き優勝、リオデジャネイロ五輪代表選手）

### 陸上競技
- 酒井俊幸（東洋大学陸上競技部駅伝監督）
- 松田和宏（同校陸上競技部監督）
- 相澤晃（長距離走選手、10000m日本最高記録保持者、旭化成所属）
- 阿部弘輝（長距離走選手、住友電工所属）
- 田母神一喜（中距離走・長距離走選手）
- 遠藤日向（長距離走選手、5000m室内・5km日本最高記録保持者、住友電工所属）
- 横田俊吾（長距離走選手、マラソン日本学生最高記録保持者、東日本旅客鉄道所属）

### その他スポーツ
- 桐生順平（競艇選手、SG第32回賞金王決定戦優勝、2019年ゴールデンレーサー賞受賞、自転車競技部出身）
- 蛭田みな美（プロゴルファー、2014年日本女子アマチュアゴルフ選手権優勝、2015年日本ジュニアゴルフ選手権優勝、2023年CATレディースゴルフトーナメント優勝）
- 吉田雄貴（ハンドボール選手）

### 政界
- 廣川弘禅（元自由党幹事長、元農林大臣）
- 渋谷直蔵（元自由民主党代議士、元自治大臣）
- 会田長栄（元日本社会党参議院議員）
- 根本良一（前矢祭町長）
- 塩田金次郎（元石川町長、元自由民主党福島県議会議員）

### その他
- 野崎洋光（日本料理店「分とく山」総料理長、アテネオリンピック日本代表野球チーム総料理長）
- 門倉有希（歌手）
- 野崎心平（作曲家、音楽プロデューサー）
- 鹿岡円平（海軍少将）
- 大滝清雄（詩人）
- 奧野善彦（弁護士、奥野総合法律事務所所長、北里大学名誉教授）

## アクセス
- JR水郡線磐城石川駅